# 达当
达当，是缅甸若开邦安县安镇区下辖的一个镇。该镇是根据缅甸内政部2015年6月23日第799/2015号法令设立的，于2024年2月5日起被若开军攻占并控制。